# IBM System z10

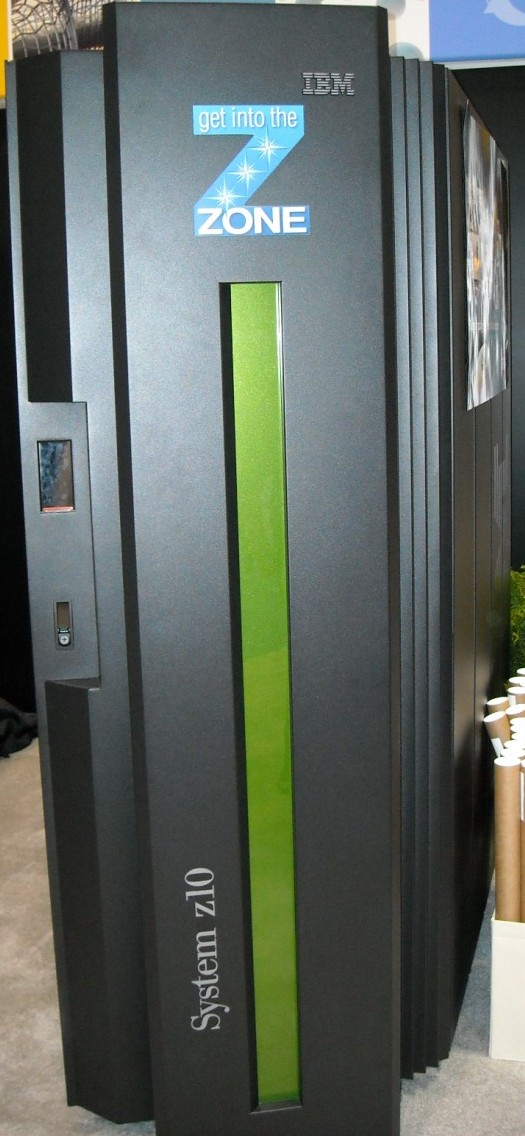
IBM System z10 BC

IBM System z10 — серия мейнфреймов компании IBM. Анонсирована 26 февраля 2008 года.
IBM Z10 имеет 5 конфигурационных моделей : E12, E26, E40, E56, и E64.

## Архитектура
IBM System z10 является первым семейством с новой архитектурой z/Architecture 2 (ARCHLVL 3). Новые операционные системы IBM, первой из которых анонсирована z/VM версии 6.1, ориентируются на z/Architecture 2, то есть не могут работать на компьютерах предыдущих семейств.

## Сравнение с System Z9
По оценкам специалистов Z10 по совокупности показателей превосходит предыдущую модель Z9 в 1.7 раза.
- Объём доступной основной памяти увеличен с 512 GB до 1.5 TB.
- Максимальное количество процессоров увеличено с 64 до 77.
- Пропускная способность канала ввода-вывода выросла с 172.8 до 288 GB/сек.
- Энергопотребление снижено на 14 %.

## Конструкция сервера Z10
Сервер Z10 имеет 2 фрейма — A-фрейм и Z-фрейм.
A-фрейм имеет два каркаса — верхний каркас, с процессорными слотами и слотами памяти, и нижний каркас, со слотом ввода-вывода.
Z-фрейм также состоит из двух каркасов которые содержат два элемента поддержки, два слота ввода-вывода, источник питания, батареи (необязательно) и элементы охлаждения.